# Guerras búlgaro-húngaras
Guerras búlgaro-húngaras foram um conjunto de conflitos travados entre o Império Búlgaro e o Reino da Hungria entre os séculos IX e XIV nas regiões norte e oeste da península dos Balcãs, especificamente nas regiões modernas do noroeste da Sérvia, Romênia e norte da Bulgária.
Durante os primeiros confrontos no final do século IX, os húngaros foram forçados a migrar para o oeste. Durante a conquista húngara no século X, os magiares conquistaram os ducados búlgaros na região da moderna Transilvânia e eliminaram completamente o domínio búlgaro nas regiões orientais da planície da Panônia. Os raides predatórios contra a Bulgária continuaram até o final do século, quando finalmente uma paz foi assinada. Os dois países mantiveram boas relações até 1003, quando uma nova guerra irrompeu.
Depois da refundação do Império Búlgaro em 1185, os dois países entraram em conflito diversas vezes lutando pelo controle das províncias de Belgrado, Branichevo, Vidin e do Banato de Severino.

## Conquista húngara (guerra de 894–896)

Um mapa animado representando a migração dos magiares empurrada pelos pechenegues e a decorrente conquista dos territórios búlgaros.
Note que as fronteiras setentrionais do Império Búlgaro na época são incertas.

Quando os húngaro atacaram a Panônia pela primeira vez em 862, eles vieram a convite de um aliado, o príncipe da Grande Morávia Rastislau. No ano seguinte, Luís, o Germânico, o rei da Frância Oriental, retaliou aliando-se aos búlgaros, cujo cã, Bóris-Miguel, enviou sua cavalaria para ajudar a subjugar Rastislau. Este alinhamento de forças se tornou um padrão para os conflitos na região do Danúbio pelo quarto de século seguinte: húngaros e morávios contra búlgaros e francos.
A chamada "conquista húngara" foi um dos fatores que desequilibraram o balanço de poder militar na região. Antes dela, em 881, Zuentibaldo I recebeu ajuda dos húngaros (chamados magiares), que avançaram até as portas de Viena. Dois anos depois, Zuentibaldo sofreu uma pesada derrota contra os búlgaros. Em 892, quando ele novamente se recusou a prestar homenagem aos francos, ele ainda podia contar com seus aliados húngaros - mas também com a retaliação búlgara.
A situação mudou de forma decisiva em setembro de 892, quando o cã Vladimir informou os emissários de Arnulfo que os francos não poderiam mais contar com a ajuda militar búlgara nos Cárpatos; eles somente interromperiam o comércio de sal contra os inimigos. a delegação franca ainda estava na corte búlgara quando Simeão I ascendeu ao trono.
Em resposta, o enviado do imperador bizantino Leão VI, o Sábio, Nicetas Esclero, encontrou-se no baixo Danúbio com os príncipes regentes húngaros, Arpades e Cursanes, e firmou-se uma aliança. Como consequência, uma força húngara, liderada pelo filho de Arpades, Liuntica, atravessou o Danúbio em barcos bizantinos e atacou os búlgaros de Simeão pela retaguarda. O cã búlgaro interrompeu a campanha contra os bizantinos para defender seu país, mas foi derrotado e teve que se refugiar no castelo de Drastar (Silistra).
No mesmo ano, em 894, guerreiros húngaros invadiram novamente os Cárpatos e a Panónia para ajudar Zuentibaldo contra os francos aliados dos búlgaros. Quando souberam da morte de Zuentibaldo, os húngaros recuaram, aparentemente somente até a região do alto Tisza. Na primavera de 895, Arpades invadiu novamente e, depois de algumas escaramuças na Grande Planície, acabaram definitivamente com o domínio búlgaro na região. Depois de firmar um apressado tratado de paz com os bizantinos, os búlgaros agora se concentraram em derrotar os húngaros de Liuntica.
Depois que os húngaros recuaram, Simeão fingiu concordar negociar - o enviado bizantino, Leão Querosfactes, que chegou à capital búlgara, Preslava, foi preso e Simeão deliberadamente prolongou o quanto pôde as conversações. Neste meio tempo, ele conseguiu o apoio dos pechenegues e os dois exércitos atacaram simultaneamente os acampamentos húngaros em Etelkoz. Na sangrenta Batalha do Buh Meridional, os búlgaros, liderados por Simeão I e seu pai, Bóris I, que largou o mosteiro para ajudar o filho, derrotaram decisivamente os búlgaros.
No massivo recuo que se seguiu, os húngaros acabaram "conquistando" - ou, melhor, "assentando" - a região que tornar-se-ia pátria húngara até os dias de hoje. Logo depois da vitória búlgara, Simeão encerrou as negociações com os bizantinos e, no verão de 896, o exército bizantino também foi decisivamente derrotado na Batalha de Bulgarófigo.
Quando os húngaros chegaram de mudança na região dos Cárpatos, encontraram pouca resistência da parte dos búlgaros. As pequenas, mas dignas de nota, comunidades búlgaras na região da Transilvânia e entre o Tisza e o Danúbio, não tiveram chance alguma de fugir, pois foram completamente subjugadas pela enorme força húngara. Da mesma forma, os morávios acabaram sob o jugo húngaro, mas continuaram a utilizar seus próprios cemitérios sagrados (como o Maroskarna) até o início do século X.

## Conflitos noséculo X

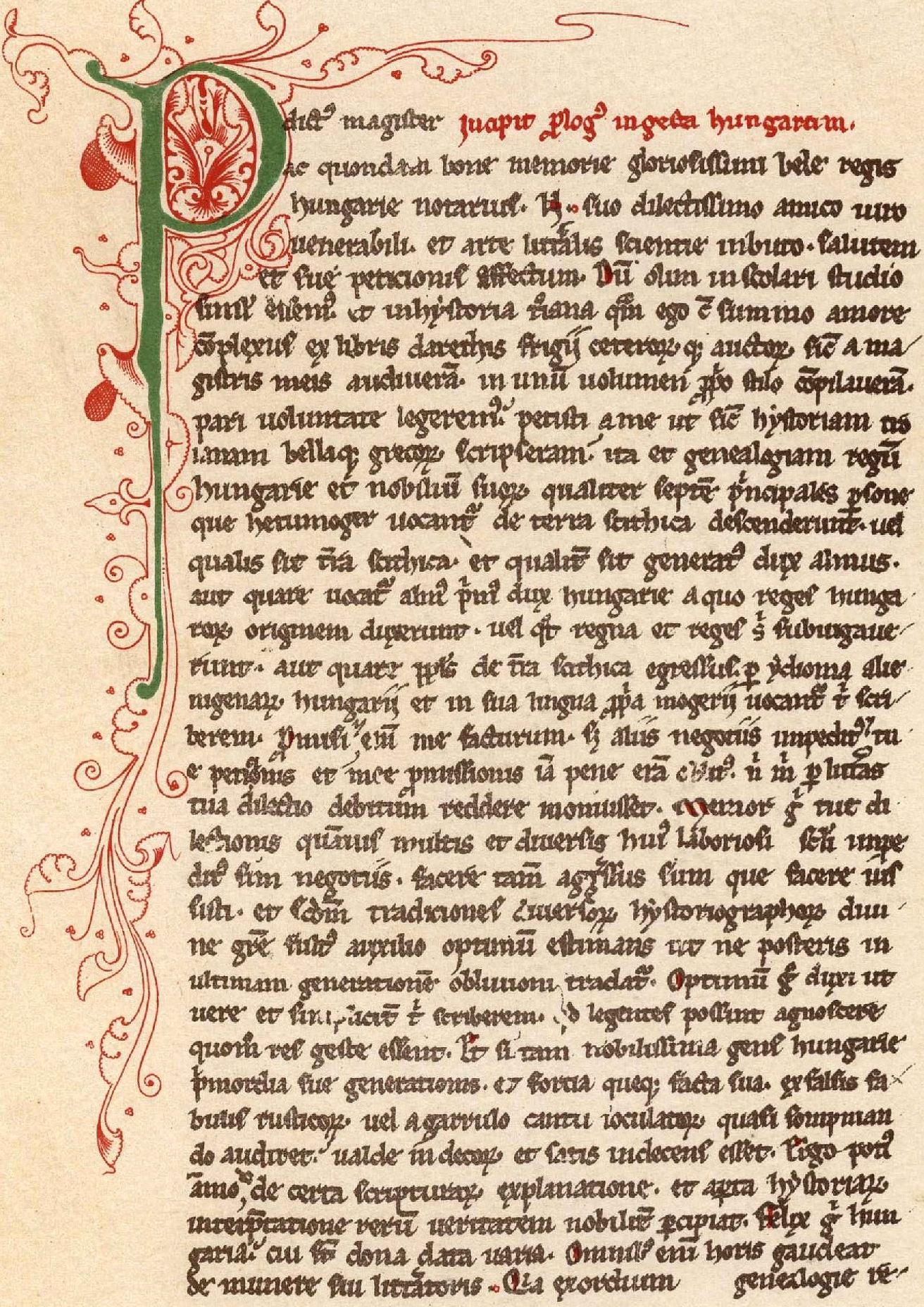
A primeira página do Gesta Hungarorum – um manuscrito medieval húngaro que é uma das principais fontes para a "conquista húngara". Contudo, ele mistura fatos corretos e verificáveis, erros e informações que não podem ser confirmadas em outras fontes. Algumas partes são consideradas pela maior parte dos autores modernos como invenções puras e simples (do autor ou de seus predecessores) e contradizem crônicas francas e outras

Com a emergência da Casa de Arpades depois da morte de Cursanes, um novo clã se tornou o depositário da "segunda soberania húngara" (Turquia). Não há indicações de quando os gilas governantes transferiram seus quarteis-generais e suas residências para o vale do médio Maros. Os gilas já deviam estar no comando nas regiões leste e sul da região, pois eles comandaram os raides contra bizantinos e búlgaros em abril de 934 e abril de 943.
Os golpes sofridos contra os pechenegues e búlgaros em 895-896 aumentaram as precauções húngaras. Constantino VII Porfirogênito notou repetidas vezes em suas obras que os húngaros temiam os pechenegues, que eram utilizados pelos búlgaros para manter os húngaros em cheque. Quando, no início do século X, os enviados bizantinos incitaram os líderes húngaros a atacarem os pechenegues, a proposta foi rejeitada por ser, segundo eles, muito arriscada; seja como for, os húngaros não tinham intenção alguma de reocupar Etelkoz, agora ocupado pelos pechenegues até a região do delta do Danúbio. Eles tentaram preservar as relações amigáveis com eles para poderem se concentrar na conquista de mais territórios a oeste. Os pechenegues, por sua vez, preferiam atacar as terras muito mais ricas dos búlgaros e bizantinos do que a pobre região dos Cárpatos, que estava num estado de confusão por causa da conquista húngara. Assim, a aliança anti-húngara dos búlgaros e bizantinos gradualmente ruiu e os dois antigos inimigos, húngaros e pechenegues, buscaram se reaproximar para enfrentar o crescente poderio búlgaro.
Em 913, Simeão iniciou uma série de campanhas bizantinas que o levariam à conquista da maior parte dos Balcãs. Seis anos depois, ele trocou o seu título de "grande cã" pelo de czar ("imperador"). Simeão não estava disposto a deixar as minas de sal e as minas de ouro da Transilvânia meridional nas mãos dos húngaros sem luta. Porém, para conquistar o resto da Transilvânia e também a região entre o Maros, o Tisza e o Danúbio (segundo Anônimo, seriam os domínios do duque Glad, mas, provavelmente, a região já estava sob domínio búlgaro), os húngaros teriam que se aliar com os pechenegues para enfrentar os búlgaros. A duras consequências de uma aliança entre búlgaros e pechenegues ainda estavam frescas na memória húngara em 895 e, enquanto os pechenegues lhes fossem hostis, não havia razão para provocar Simeão tomando-lhe as terras ao norte do Cárpatos e do Danúbio.
A oportunidade veio com a formação, por volta de 932, de uma aliança húngaro-pechenegue. É possível que o gilas Bogát já tivesse agido antes, mas, se não, ele certamente o fez desta vez e ocupou toda a região sul da Transilvânia. Ao romper a resistência búlgara, os húngaros foram ajudados não somente pelos seus novos aliados, mas também pelo conflito interno - agravado pela interferência bizantina - sobre a sucessão de Simeão, que morrera em 927.
As primeiras campanhas húngaras contra os bizantinos atravessando as enfraquecidas dos búlgaros era um sinal do crescente poder dos gilas. De acordo com as crônicas bizantinas, a primeira campanha teria ocorrido em 934 e terminou num tratado de paz entre o imperador Pedro I da Bulgária e os húngaros. Uma segunda, em 943, terminou da mesma forma e os bizantinos provavelmente tiveram que pagar tributos.
Em 948, uma repentina mudança compeliu os gilas da Transilvânia a adotarem uma política diferente daquela do príncipe regente, que havia enviado seu sobrinho e o carcha Bultzus para Constantinopla para renovarem o tratado de paz. Os emissários creditaram tamanha importância à missão que lhes fora dada que se fizeram batizar na capital bizantina. É provável que o gesto tenha sido motivado pela decisão de Bultzus de lançar novos raides no ocidente, pelo que precisava garantir que sua retaguarda estivesse protegida. Em algum momento depois de 952, o gilas Zombor também se apresentou em Constantinopla, mas por conta própria e também se fez batizar. Porém, seus objetivos eram bem diferentes: ele não estava interessado em raides para o oeste, mas nos planos contra a Bulgária do Império Bizantino, que jamais abandonou a ambição de esmagar os búlgaros para conseguir restaurar a antiga fronteira imperial no Sava e no baixo Danúbio. O gilas também considerava os búlgaros, de quem ele havia tomado os territórios ao norte do Danúbio e nos Cárpatos, como seu principal inimigo. Os príncipes da Casa de Arpades, por outro lado, estavam satisfeitos com a neutralidade bizantina, enquanto que os gilas buscavam uma posição mais ativa contra os vizinhos.

## Guerra de 1003
Desde a queda da capital búlgara de Preslava em 971, búlgaros e bizantinos se mantiveram em constante estado de guerra. O conflito alcançou o ápice em 1003, quando os húngaros se envolveram. Na época, o governador da região norte da Bulgária era o duque Ahtum, o neto de Glad, que fora derrotado pelos húngaros na década de 930. Ahtum comandava um poderoso exército e defendeu efetivamente a fronteira noroeste do império. Ele também construiu numerosas igrejas e mosteiros pelos quais ele espalhou o cristianismo pela Transilvânia.
Apesar do casamento do herdeiro do trono búlgaro, Gabriel Radomir, com a filha do monarca húngaro tenha estabelecido uma relação de amizade entre os dois estados mais poderosos na região do Danúbio, ela se deteriorou depois da morte de Géza. Os búlgaros apoiaram Gilas e Cupano como monarcas no lugar do filho dele, Estêvão I. Como resultado do conflito, o casamento de Gabriel Radomir com a princesa húngara foi desfeito. Os húngaros também atacaram Ahtum, que havia apoiado diretamente os pretendentes derrotados. Estêvão convenceu Hanadino, o braço direito de Ahtum, a ajudá-lo e, quando a conspiração foi descoberta, Hanadino fugiu e se juntou às forças inimigas. Enquanto isso, uma poderosa força bizantina cercava Vidin, a capital de Ahtum. Embora necessitasse de muitos soldados para defender a cidade, ele estava também ocupado com a guerra no norte. Depois de diversos meses, ele morreu em combate numa batalha na qual suas tropas foram derrotadas pelos húngaros. Como resultado geral do conflito, a influência búlgara a noroeste do Danúbio foi muito diminuída.

## Conflitos noséculo XIV
- Ocupação húngara de Vidin